# 旭川市立東鷹栖中学校
旭川市立東鷹栖中学校(あさひかわしりつひがしたかすちゅうがっこう)は、北海道旭川市にある中学校。市内で最北に位置する。特別支援学級を有する。

## 沿革
- 1947年（昭和22年）4月1日 - 東鷹栖村立東鷹栖中学校として創立。
- 1969年（昭和44年）1月1日 - 東鷹栖町立東鷹栖中学校と改称。
- 1971年（昭和46年）3月1日 - 旭川市に合併、旭川市立東鷹栖中学校と改称。

## 部活動
ほとんどの生徒が部活動に所属している。顧問は部活1つにつき3人程度となっている。

### 運動部
- 陸上部
- バドミントン部

### 文化部
- 吹奏楽部
- パソコン部

## 校則
男女共に、標準学生服、学校指定上履きを着用。夏季(6月1日)からは、男女共にワイシャツ、または開襟シャツを着用する。また、男女共に同じ指定ジャージもあり、入学と同時に指定ジャージを買う生徒が大半を占める。保健体育の授業時、それを着用する。
夏(不定期)はチェックを受けた自転車での登校が許される。

## 生徒会活動
生徒会活動は、前期と後期に分かれている。生徒会活動に参加するかしないかは人数で分けられているため、参加しない生徒も多い。

## 独自の学校行事
開校記念日は6月1日で休日となっている。東中祭(とうちゅうさい)と呼ばれる学校祭、東鷹栖クリーンの日と呼ばれる地域ボランティアのゴミ拾い、校内おむつ縫いなど。また、年間予定授業日数は208日前後となっている。

## 石像
校門前に野口英世像が建てられている。

## 教育目標
"自主性に富み　創造力豊かな生徒"を教育目標としている。

### 校訓
"自主　創造"

### 合言葉
"気づき(自主的に行動)　考え(学習に集中)　歩む生徒(実践活動に励む)"である。
※表記が異なる